# Eckhard Hübner
Eckhard Hübner (* 26. Dezember 1953 in Kiel) ist ein deutscher Osteuropahistoriker und Bibliothekar.

## Leben
Eckhard Hübner studierte Geschichte und Germanistik an der Christian-Albrechts-Universität zu Kiel und promovierte dort (nach der Magisterprüfung 1978) bei Peter Nitsche im Jahre 1981. Als Bibliotheksreferendar an der Staatsbibliothek zu Berlin begann er 1982 die Ausbildung für den höheren Bibliotheksdienst und legte 1984 am Bibliothekar-Lehrinstitut des Landes Nordrhein-Westfalen die Fachprüfung ab. Nach kurzer Tätigkeit als wissenschaftlicher Angestellter an Institut für Politische Wissenschaft, dem Seminar für Osteuropäische Geschichte und dem Slavischen Seminar der Universität Kiel war er dann bis zu seinem Ruhestand für die Bibliothek des dortigen Historischen Seminars zuständig.

## Schriften

### Monographien
- Staatspolitik und Familieninteresse. Die gottorfische Frage in der russischen Außenpolitik 1741–1773 (= Quellen und Forschungen zur Geschichte Schleswig-Holsteins, Bd. 83). Wachholtz, Neumünster 1983, ISBN 3-529-02183-0 (Dissertation Universität Kiel).
- Kiel, Eutin, St. Petersburg. Die Verbindung zwischen dem Haus Holstein-Gottorf und dem russischen Zarenhaus im 18. Jahrhundert; Politik und Kultur; Kreisbibliothek Eutin, 14. Juni – 30. Oktober 1987; Landesbibliothek Kiel, 15. November 1987 – 31. Januar 1988 / Ausstellung zum 150jährigen Bestehen d. Kreisbibliothek Eutin (= Schriften der Schleswig-Holsteinischen Landesbibliothek, Bd. 2). 2. Aufl. Boyens, Heide 1987, ISBN 3-8042-0407-4.

### Herausgeberschaften
- (Mithrsg.): Rußland zur Zeit Katharinas II. Absolutismus, Aufklärung, Pragmatismus (= Beiträge zur Geschichte Osteuropas, Bd. 26). Böhlau, Köln 1998, ISBN 3-412-13097-4.
- (Hrsg. u. Mitarb.): Mielkendorf. Geschichte einer Kieler Stadtrandgemeinde. Schmidt & Klaunig, Kiel 1995.
- (Mithrsg.): Jüdische Welten in Osteuropa (= Kieler Werkstücke, Reihe F, Bd. 8). Lang, Frankfurt/M. 2005, ISBN 3-631-52378-5.
- (Mithrsg.): Ostmitteleuropa im Fokus. Ausgewählte Aufsätze / von Rudolf Jaworski. Fibre-Verlag, Osnabrück 2009, ISBN 978-3-938400-04-3.
- Vom Weltkriegschaos zum demokratischen Aufbruch. Schleswig-Holsteins Weg in die Bundesrepublik. Ministerpräsident des Landes Schleswig-Holstein, Kiel 2009.

### Beiträge in Sammelwerken und Zeitschriften
- Caspar von Saldern und seine Verbindungen zum Russischen Reich. In: Caspar von Saldern 1711 - 1786. Anprachen bei der Feier aus Anlaß seines 200. Todestages am 25. Oktober 1986 in der Klosterkirche zu Bordesholm. Kiel 1986, S. 22–28.

- Fürstenerziehung im 18. Jahrhundert. Karl Peter Ulrich von Holstein-Gottorf. In: Zeitschrift für Schleswig-Holsteinische Geschichte, Bd. 115 (1990), S. 73–86.
- Schleswig-Holstein und Rußland im 18. Jahrhundert. In: Nordost-Archiv, Bd. 24 (1991), S. 149–168.
- Neues Licht auf die sowjetische Außenpolitik vor dem Zweiten Weltkrieg? Zum Aufsatz von Ivan Pfaff "Stalins Strategie der Sowjetisierung Mitteleuropas 1935–1938. Das Beispiel Tschechoslowakei". In: Vierteljahreshefte zur Zeitgeschichte, Bd. 40 (1992), S. 79–94.
- Die Verfassung Preußens am Ausgang des 18. Jahrhunderts. In: Rudolf Jaworski (Hrsg.): Nationale und internationale Aspekte der polnischen Verfassung vom 3. Mai 1791(= Kieler Werkstücke, Reihe F, Bd. 2). Lang, Frankfurt/M. 1993, S. 86–103, ISBN 3-631-45290-X.
- Die gottorfisch-russischen Verbindungen im 17. und 18. Jahrhundert. In: Michail Lukitschev (Hrsg.): Die Gottorfer auf dem Weg zum Zarenthron  (= Veröffentlichungen des Landesarchivs Schleswig-Holstein, Bd. 57). Schleswig 1997, S. 171–180, ISBN 3-931292-54-1.
- Zwischen allen Fronten. Magnus von Holstein als König von Livland. In: Eckhard Hübner u. a. (Hrsg.): Zwischen Christianisierung und Europäisierung. Beiträge zur Geschichte Osteuropas in Mittelalter und früher Neuzeit ; Festschrift für Peter Nitsche zum 65. Geburtstag (= Quellen und Studien zur Geschichte des östlichen Europas, Bd. 51) Steiner, Stuttgart 1998, S. 313–334, ISBN 3-515-07266-7.
- Zwischen Eutin und Petersburg. Der Faktor Norddeutschland in Leben und Politik Katharinas II. In: Claus Scharf (Hrsg.): Katharina II., Russland und Europa. Beiträge zur internationalen Forschung (= Veröffentlichungen des Instituts für Europäische Geschichte, Supplement, Bd. 45). Zabern, Mainz 2001, S. 535–550, ISBN 3-8053-2009-4.
- Ferne Nähe. Die Beziehungen zwischen Schleswig-Holstein und Russland in Mittelalter und Neuzeit (= Kleine Schleswig-Holstein-Bücher, Bd. 54). Boyens, Heide 2003, ISBN 3-8042-1132-1.
- Kampf um die Selbständigkeit. Das Fürstentum Lübeck zwischen 1647 und 1803. In: Frank Baudach (Hrsg.): Wirken und Bewahren. Beiträge zur regionalen Kulturgeschichte und zur Geschichte der Eutiner Landesbibliothek : Festschrift für Ingrid Bernin-Israel (= Eutiner Forschungen, Bd. 8). Eutiner Landesbibliothek, Eutin 2003, S. 285–300, ISBN 3-9808529-1-1.
- Frühe Selbstverwaltungsformen in der Probstei. In: Jahrbuch für Heimatkunde im Kreis Plön, Bd. 38 (2008), S. 219–240.
- Die Darstellung der nationalsozialistischen Herrschaft in den Ortschroniken der Probstei. In: Jahrbuch für Heimatkunde im Kreis Plön, Bd. 40 (2010), S. 81–96.